# Marquinhos Paraná
Marquinhos Paraná (nacido el 20 de julio de 1977) es un futbolista brasileño que se desempeña como centrocampista.
Jugó para clubes como el Paraná, Figueirense, Avaí, Júbilo Iwata, Cruzeiro, Sport Recife, América y Ventforet Kofu.

## Trayectoria

### Clubes
| Club           | País   | Año         |
| -------------- | ------ | ----------- |
| Paraná         | Brasil | 1996 - 1997 |
| CRB            | Brasil | 1998 - 2002 |
| Santa Cruz     | Brasil | 1999        |
| Figueirense    | Brasil | 2002        |
| Marília        | Brasil | 2003        |
| Avaí           | Brasil | 2004        |
| Figueirense    | Brasil | 2005 - 2006 |
| Júbilo Iwata   | Japón  | 2007        |
| Cruzeiro       | Brasil | 2008 - 2011 |
| Sport Recife   | Brasil | 2012        |
| América        | Brasil | 2012        |
| Ventforet Kofu | Japón  | 2013 - 2016 |